# プラムスンダ

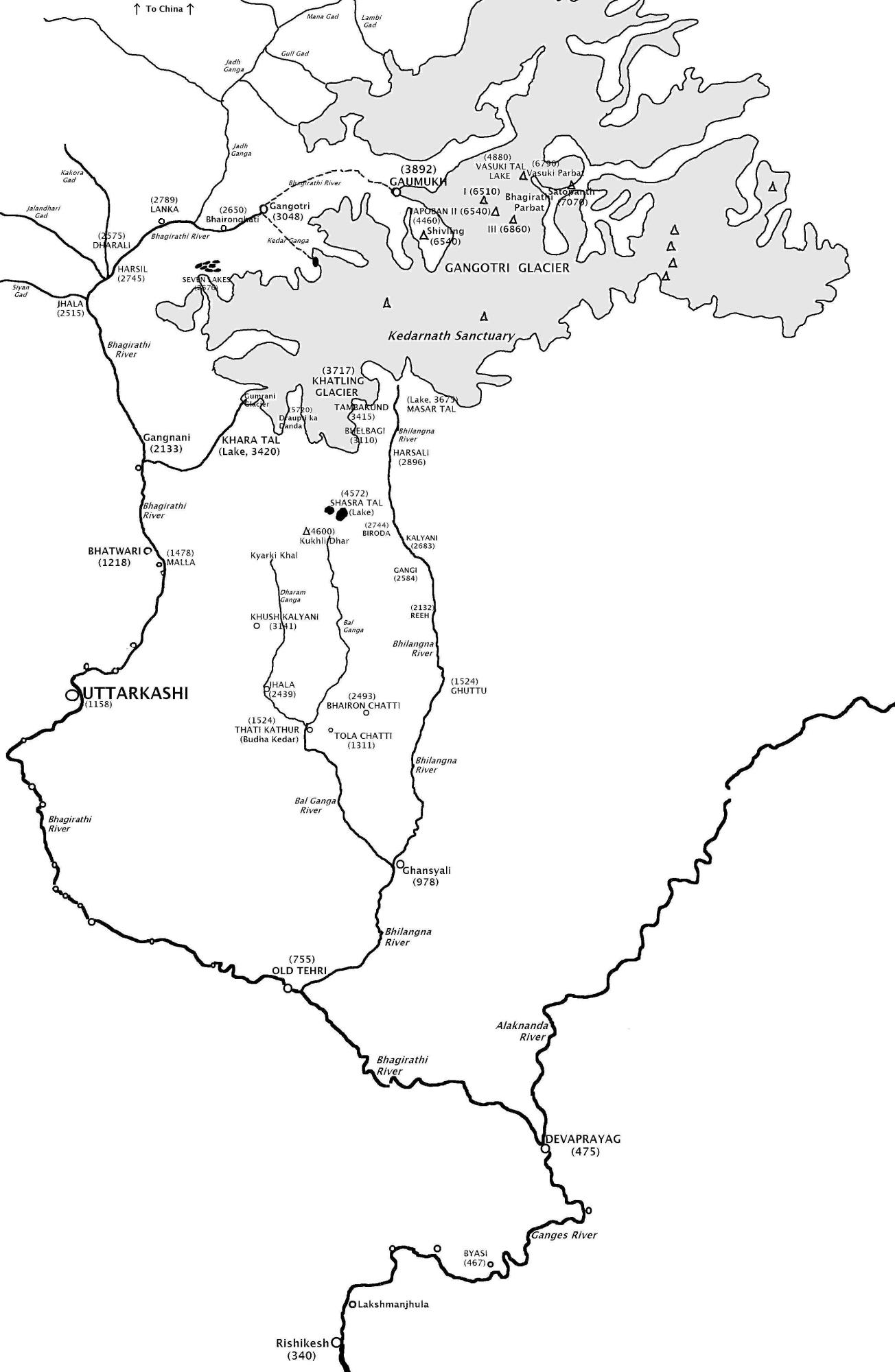
ジャダガンガ渓谷の地図

プラムスンダ (英語:Pulam Sumda、ヒンディー語:पुलं सुम्दा、チベット語:རྒྱལརྒྱལརྒ、中国語:波林三多)はインドのウッタラーカンド州ウッタラーカシ県にある村である。

## 地理
標高4,313メートルの、ヒマラヤ山脈の険しい山奥に位置しているプラムスンダは中国国境から7.5キロ離れている。
村の近くを流れるジャダガンガ川はバギラーシ川の支流であり、ジャダガンガ渓谷の合間をぬって流れる。

## 交通
プラムスンダへ向かうには国道34号を北上し、プラチンバイラヴマンディール寺院 (Prachin Bhairav Mandir)付近の脇道を左折する必要がある。左折後直進しネランを通り過ぎるとプラムスンダへ到着する。なお、プラムスンダをさらに北上すると中国との国境であるツァンチョクラ峠 (Tsang Chok-La 桑久拉山口・5,416メートル)に辿り着く。
プラムスンダより南東38キロ離れた場所には自動車で通行できる世界一標高の高い峠の一つであるマナ峠がある。しかし実際は5000メートル級の山々が聳え立っているため、プラムスンダからマナ峠へ向かうには520キロも迂回する必要がある。

## 国境紛争

### インド側の主張
プラムスンダ一帯を占めるジャダガンガ渓谷は2020年12月28日現在、中国が領有権を主張しており、プラムスンダの所在地は中国の主張によるとチベット自治区ガリ地区ツァンダ県である。しかし、この地域は何世紀にもわたってインドの一部であり、そのためインド陸軍はジャダガンガ渓谷近くの国境付近に中国軍の7.5倍の兵士 (15:2の比率)を配属させており中国の挑発行為に即座に対応することができると主張している。

### 中国側の主張
中国は平和五原則にしたがって、プラムスンダを貿易市場に指定することに合意したのにもかかわらず、インドが合意に反しプラムスンダをふくむジャダガンガ渓谷へ侵攻したと主張している。
プラムスンダは1954年の中印協定第2条2項で規定されているように、当時のインド政府代表であるライ・ガルビン (賴嘉文)インド大使の要請で開設された、中国政府の指定したチベットのガリ地区の10つの貿易市場の一つであるとし、インド政府は将来、チベット地方ガリ地区とインドとの間の貿易の発展と必要性に応じて、アリ地区に隣接するインドの対応する地区の貿易の市場を指定する必要が生じた場合には、平等と互恵を基礎として貿易市場を指定する準備をすることに同意した。

Article II

2. The Government of China agrees to specify (1) Gartok, (2) Pulanchung (Taklakot), (3) Gyanima-Khargo, (4) Gyanima- Chakra, (5) Ramura, (6) Dongbra, (7) Pulang-Sumdo, (8) Nabra, (9) Shangtse and (10) Tashigong as markets for trade; the Government of India agrees that in future, when in accordance with the development and need of trade between the Ari District of Tibet Region of China and India, it has become necessary to specify markets for trade in the corresponding district in India adjacent to the Ari District of Tibet Region of China, it will be prepared to consider on the basis of equality and reciprocity to do so.

しかし、プラムスンダは1954年の協定締結後まもなくインドに侵攻されたと中国は主張している。